# マーシャル・カーク・マキュージック

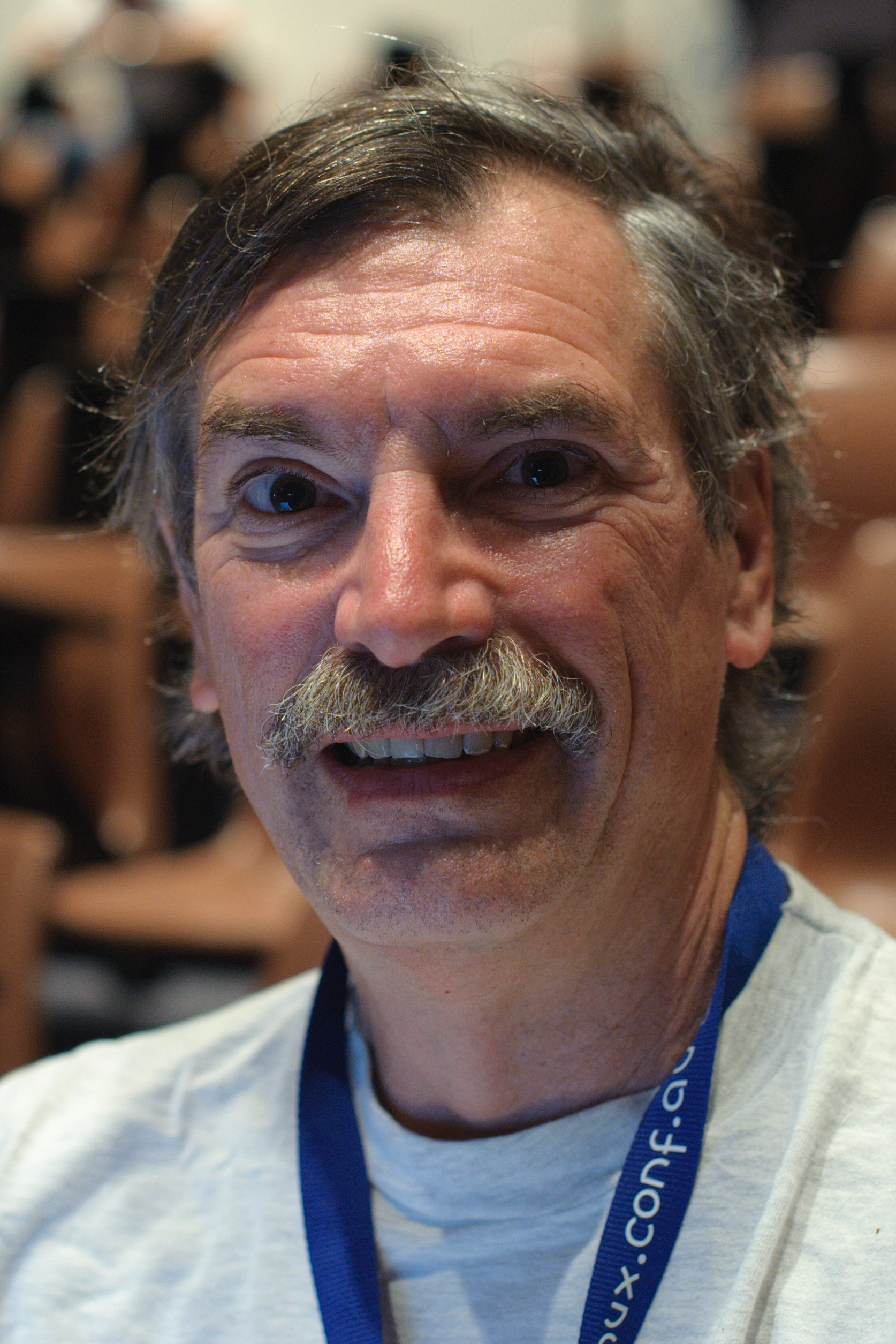
ブリスベンで開催されたLinuxConf Australia2011でのマキュージック

マーシャル・カーク・マキュージック（Marshall Kirk McKusick、1954年1月19日 - ）は、ウィルミントン (デラウェア州)出身の計算機科学者。1980年代からのBSDおよび現在(2006年)のFreeBSDに関する幅広い活動で知られている。1990年から1992年までと2002年から2004年までUSENIXの会長を務め、現在も理事を務めている。また、ACM Queue Magazine の編集にも携わっている。通称は「カーク」。
コーネル大学の電気工学科を卒業後、カリフォルニア大学バークレー校で経営管理の修士号と情報工学の博士号を得ている。
大学卒業以来のドメスティックパートナーであるエリック・オールマンとカリフォルニアに住んでいる。マキュージックはワインコレクタでもあり、彼の家とワイン貯蔵室の温度などの状況は彼のホームページで見ることができる。

## BSD
カークがBSDに関わるようになったのは、BSD開発の先頭に立ったビル・ジョイとバークレーで同じオフィスだったためである。
マキュージックのBSDへの最大の貢献はファイルシステムである。彼は最初の Berkeley Fast File System (FFS) の設計に関わった。その後 UFSの改訂版 "UFS2" も実装した。
2002年ごろには、Soft updates、スナップショット機能、バックグラウンドで動作するfsckも実装した。スナップショット機能により、電源異常発生後の再立ち上げでファイルシステムを即座に使用可能となり、fsckをバックグランドで実行できるようになった。
BSD系システムの内部構造について書かれた「設計と実装」シリーズの著作は非常に質が高く、BSDから派生したOSの開発に強く影響を与えているが、それらの統一感と熟考された性質に寄与している。また、本の愛称「デーモン本」の由来である表紙イラストの、マスコット等として親しまれているBSDデーモンはイラスト等の主なものについてマキュージックが権利関係を管理している。

## 著作
- S. Leffler, M. McKusick, M. Karels, J. Quarterman: The Design and Implementation of the 4.3BSD UNIX Operating System『UNIX 4.3BSDの設計と実装』, Addison-Wesley, 1989年1月, ISBN 0-201-06196-1. ドイツ語版 1990年6月, ISBN 3-89319-239-5. 日本語版 1991年6月, ISBN 4-621-03607-6 (絶版).
- S. Leffler, M. McKusick: The Design and Implementation of the 4.3BSD UNIX Operating System Answer Book, Addison-Wesley, 1991年4月, ISBN 0-201-54629-9. 日本語版 1992年1月, ISBN 4-8101-8039-5 (絶版).
- M. McKusick, K. Bostic, M. Karels, J. Quarterman: The Design and Implementation of the 4.4BSD Operating System 『4.4BSDの設計と実装』, Addison-Wesley, 1996年4月, ISBN 0-201-54979-4. フランス語版 1997年, International Thomson Publishing, Paris, France, ISBN 2-84180-142-X. 日本語版 	2003年9月, ISBN 4-7561-4346-6.
- M. McKusick, George Neville-Neil: The Design and Implementation of the FreeBSD Operating System 『BSDカーネルの設計と実装 -FreeBSD詳解-』, Addison-Wesley, 2004年7月, ISBN 0-201-70245-2. 日本語版 2005年10月, ISBN 4-7561-4679-1.